# Clowes-Gletscher
Der Clowes-Gletscher ist ein 3 km breiter Gletscher an der Lassiter-Küste des Palmerlands auf der Antarktischen Halbinsel. Er fließt in östlicher Richtung zum Mason Inlet.
Wissenschaftler der United States Antarctic Service Expedition (1939–1941) entdeckten den Gletscher bei einem Überflug im Dezember 1940. Luftaufnahmen entstanden 1947 bei der US-amerikanischen Ronne Antarctic Research Expedition (1947–1948). In Zusammenarbeit mit dem Falkland Islands Dependencies Survey (FIDS) führten Teilnehmer der Expedition Vermessungen vor Ort durch. Der FIDS benannte den Gletscher nach dem britischen Ozeanographen Archibald John Clowes (1900–1960), der von 1924 bis 1946 dem Ausschuss zu den Discovery Investigations angehört hatte.